# Oliver Frey (Comiczeichner)
Oliver Frey (* 30. Juni 1948 in Zürich, Schweiz; † 21. August 2022 im Vereinigten Königreich) war ein Schweizer Comiczeichner und Illustrator.

## Leben und Wirken
Frey studierte Filmwissenschaften in London und jobbte nebenher als Comiczeichner, um sich seinen Unterhalt und das Studium finanzieren zu können. Nach einem Aufenthalt in seiner Heimat und der Rückkehr nach Großbritannien begann er ab Ende der 1960er Jahre professionell als Zeichner und Illustrator zu arbeiten, vor allem in Großbritannien.
Seine bekannteste Mitarbeit war an dem Comic The Rise and Fall of the Trigan Empire. Er zeichnete unter anderem für Horror- und Gamingmagazine, die nicht selten auch seine Cover trugen, so für Crash, Zzap!64, Amtix, Fear Magazine und Look and Learn.
Für den Film von Richard Donner über Superman aus dem Jahr 1978 zeichnete er für Comicsequenzen verantwortlich. Seine Kunst beeinflusste die britische Spiele-Industrie der 1980er und 1990er Jahre und hatte auch Einfluss auf die BBC-Serie Queer as Folk.
Auch als Zeichner homosexueller Comics machte er sich unter dem Pseudonym Zack einen Namen und zeichnete ab den 1970er Jahren für diverse Magazine homosexuelle Figuren, die vor allem von Jugendlichkeit geprägt waren, so für das Magazin Him. Später erschienen diverse Bücher mit seinen Zeichnungen.
Oliver Frey starb am 21. August 2022 im Alter von 74 Jahren und hinterliess seinen Lebensgefährten Roger Kean.